# Brettus madagascarensis
Brettus madagascarensis là một loài nhện trong họ Salticidae.
Loài này thuộc chi Brettus. Brettus madagascarensis được Elizabeth Maria Gifford Peckham & George William Peckham miêu tả năm 1903.